# Седиментаційні води
Седиментаційні води — це води тих басейнів, у яких відбувалося нагромадження мінеральних відкладів, які дали початок гірським породам. Донні неущільнені мули містять 80-90 % води. Поступово нагромаджуються вищезалягаючі відклади, тому мули ущільнюються і седиментаційна вода віджимається. У піщаних відкладах спочатку теж містилася седиментаційна вода, але вона поступово витіснялася водами, які відтискалися з глин (мулів).
Процес віджимання седиментаційних вод, очевидно, затухає з глибиною. В сучасну геологічну епоху процеси віджиму вод проявляються у відкладах, що залягають не глибше 3000-4000 м.
Седиментаційні води формуються в процесі геологічних осадоутворень і звичайно являють собою змінені поховані води морського походження (хлоридно-натрієві, хлоридно-кальцієво-натрієві тощо). До них також належать поховані розсоли солерудних басейнів, а також ультрапрісні води піщаних лінз у моренних відкладах.